# Conliège
Conliège est une commune française, située dans le département du Jura, dans la région culturelle et historique de Franche-Comté et la région administrative Bourgogne-Franche-Comté. Elle fait partie de la Communauté de Communes ECLA. 
Ce village d'un peu plus de 700 habitants au début des années 2000— et qui a quelques atouts esthétiques — essaie de compenser une perte d'activité capturée par la zone commerciale proche de Lons-Perrigny. Les habitants se nomment les Conliègeois et Conliègeoises.

## Géographie

### Communes limitrophes
| Perrigny |          | Briod |
| Montaigu | Conliège |       |
|          | Revigny  | Publy |

### Géologie
Le territoire communal repose sur le bassin houiller du Jura, où le charbon est découvert par un sondage.

### Transports
Conliège fait partie des communes autour de Lons-le-Saunier bénéficiant de bus du réseau Tallis-Malis.
Le village était autrefois desservi par les chemins de fer vicinaux du Jura.

### Climat
Pour des articles plus généraux, voir Climat de la Bourgogne-Franche-Comté et Climat du département du Jura.
En 2010, le climat de la commune est de type climat de montagne, selon une étude du Centre national de la recherche scientifique s'appuyant sur une série de données couvrant la période 1971-2000. En 2020, Météo-France publie une typologie des climats de la France métropolitaine dans laquelle la commune est exposée à un climat semi-continental et est dans la région climatique  Jura, caractérisée par une forte pluviométrie en toutes saisons (1 000 à 1 500 mm/an), des hivers rigoureux et un ensoleillement médiocre. 
Pour la période 1971-2000, la température annuelle moyenne est de 10,5 °C, avec une amplitude thermique annuelle de 17,4 °C. Le cumul annuel moyen de précipitations est de 1 353 mm, avec 13,2 jours de précipitations en janvier et 9,2 jours en juillet. Pour la période 1991-2020, la température moyenne annuelle observée sur la station météorologique de Météo-France la plus proche, « Lons le Saunier », sur la commune de Montmorot à 6 km à vol d'oiseau, est de 11,8 °C et le cumul annuel moyen de précipitations est de 1 147,4 mm. 
La température maximale relevée sur cette station est de 39,8 °C, atteinte le 12 août 2003 ; la température minimale est de −19,6 °C, atteinte le 9 janvier 1985,,. 
Les paramètres climatiques de la commune ont été estimés pour le milieu du siècle (2041-2070) selon différents scénarios d'émission de gaz à effet de serre à partir des nouvelles projections climatiques de référence DRIAS-2020. Ils sont consultables sur un site dédié publié par Météo-France en novembre 2022.

## Urbanisme

### Typologie
Au 1er janvier 2024, Conliège est catégorisée ceinture urbaine, selon la nouvelle grille communale de densité à sept niveaux définie par l'Insee en 2022.
Elle appartient à l'unité urbaine de Lons-le-Saunier, une agglomération intra-départementale regroupant onze  communes, dont elle est une commune de la banlieue,,. Par ailleurs la commune fait partie de l'aire d'attraction de Lons-le-Saunier, dont elle est une commune de la couronne,. Cette aire, qui regroupe 139 communes, est catégorisée dans les aires de 50 000 à moins de 200 000 habitants,.

### Occupation des sols
L'occupation des sols de la commune, telle qu'elle ressort de la base de données européenne d’occupation biophysique des sols Corine Land Cover (CLC), est marquée par l'importance des forêts et milieux semi-naturels (48,9 % en 2018), en diminution par rapport à 1990 (50,2 %). La répartition détaillée en 2018 est la suivante : forêts (43,4 %), zones agricoles hétérogènes (23,6 %), prairies (12,4 %), zones urbanisées (7,7 %), cultures permanentes (5,8 %), milieux à végétation arbustive et/ou herbacée (5,5 %), mines, décharges et chantiers (1,1 %), terres arables (0,5 %). L'évolution de l’occupation des sols de la commune et de ses infrastructures peut être observée sur les différentes représentations cartographiques du territoire : la carte de Cassini (XVIIIe siècle), la carte d'état-major (1820-1866) et les cartes ou photos aériennes de l'IGN pour la période actuelle (1950 à aujourd'hui).

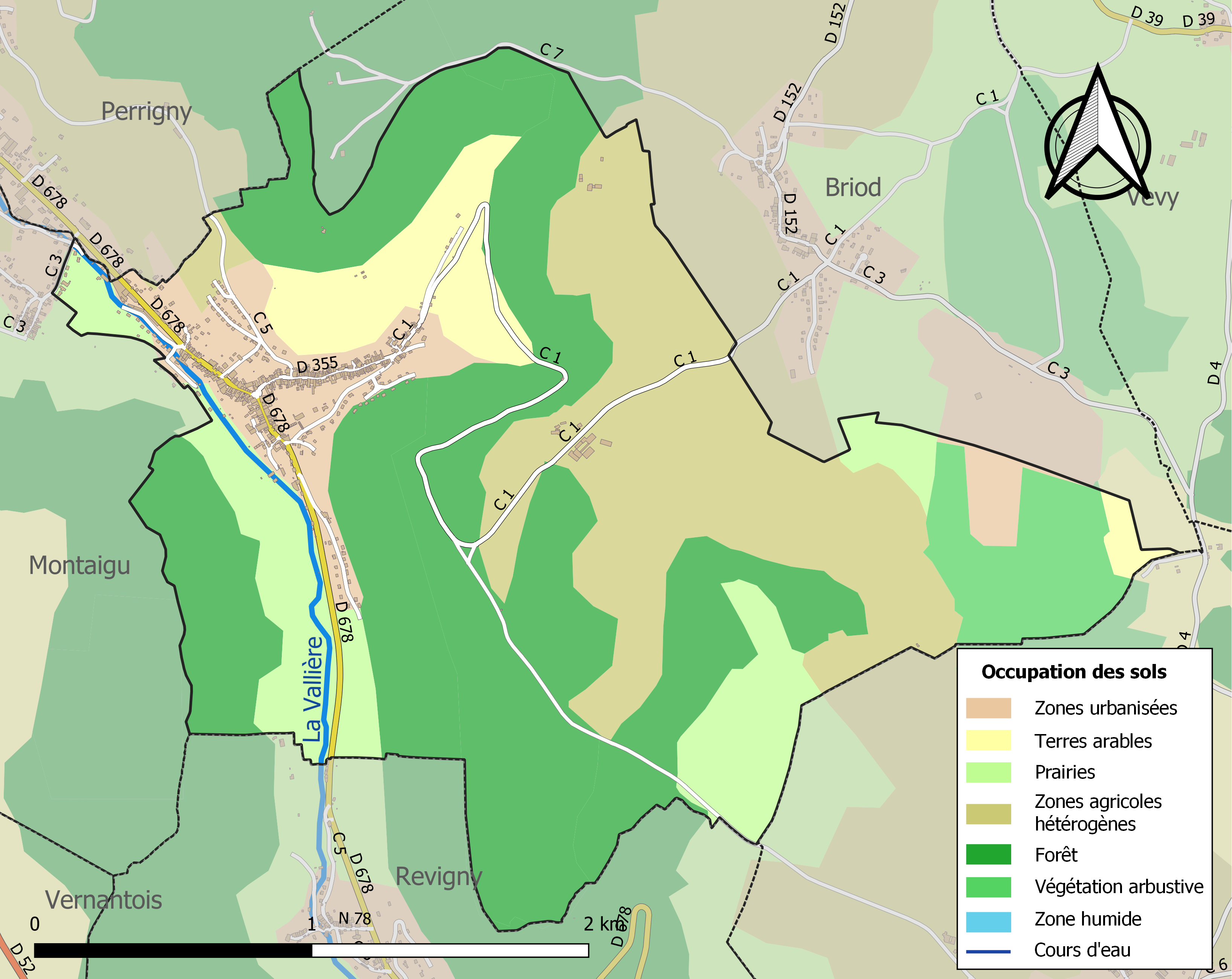
Carte des infrastructures et de l'occupation des sols de la commune en 2018 (CLC).

## Tourisme, histoire et héraldique

### Tourisme
Le bourg de type village-rue se développe en longueur dans un schéma en Y dont l’une des branches suit le ruisseau - la Vallière - et l’autre prend en écharpe le versant de la reculée. La partie basse, dont les noms des rues sont sans ambigüité - Rue Basse et Rue Neuve - offre un voyageur un paysage bâti caractéristique des XIXè et début du XXè siècles, tandis que la rue montante, la rue Haute, est bordée de bâtiments généralement plus anciens. Distribuées selon un plan d’urbanisation mitoyenne et serré, les façades XVIIIè y dominent. Mais de nombreuses portes cochères et ouvertures portent soit à la clef, soit au linteau une date plus ancienne, XVIe ou du XVIIe siècles. Cette abondance de marques dans l’architecture est un indice fort d'une forme d'aisance que la ville a connu à l’Époque moderne, plusieurs grandes familles locales y ayant élu domicile. La rue Haute qui s’est appelée un moment Grand’Rue est potentiellement une des plus belles rues du département du Jura. La famille seigneuriale de Binans (aussi Binan ou Binand), y tint justice dans une maison encore visible (porte cochère remarquable). L’habitat ancien de Conliège exhibe clairement ce moment d’expansion sociale qui a fait entrer définitivement la Franche-Comté dans la sphère économique française. Divers monuments s’ajoutent à la palette : l’Eglise Notre-Dame, située au nœud du “Y”, flanquée de la mairie et du monument-aux-morts, borde la place qui est bercée par les trois filets d’eau qui dégueulent (sens propre, sens ancien) des dauphins de la fontaine d'époque Louis-Philippe. Une maison dite Maison de la Familiarité qui fonctionnait avec l’église borde l’autre côté de cette place. En haut de la rue Haute, une chapelle dédiée à Notre-Dame de Lorette précède une fontaine-captage de style belle-époque. L’ouvrage le plus populaire est sans doute l’ermitage (écriture ancienne : hermitage) qui, perché haut sur le versant nord de l’entrée de la reculée, est accessible par un chemin de randonnée qui conduit à Saint-Étienne-de-Coldre. Trois oratoires sont dispersés sur le territoire de la commune : celui de Sainte Anne (lien ici) sur le chemin qui monte à l'ermitage, celui du Saint-Esprit, face aux n°s 44 et 46 la rue Haute et celui de Saint-Roch dont le Saint qui fut vénéré pour éloigner la peste a disparu. Malgré un plan de circulation difficile à gérer, la promenade dans les rues de Conliège est plaisante. Ajoutons que les gares, gardes-barrières, tunnels et viaducs des voies ferrées qui bordent la Voie Verte conduisant de Perrigny à Revigny et au-delà de Louhans à Clairvaux-les-Lacs offrent au promeneur un parcours en pente douce des plus variés.

### Histoire
Le bourg de Conliège, qui a compté plus de 1 000 habitants au début du XIXe siècle, est un passage naturel entre la ville de Lons-le-Saunier et le premier plateau jurassien par la reculée de Revigny. À la réforme cantonale de 2014, qui verse le village dans le nouveau canton de Poligny, Conliège perd son étiquette de chef-lieu de canton. En voie de devenir une cité résidentielle à la périphérie de Lons-le-Saunier, la « ville » ou « villette » (même source) a compté tous les corps de métier. La commune déborde sur un important espace agricole situé sur le plateau. La vigne occupait la quasi-totalité des versants. Cette culture a régressé brutalement à la suite de la crise du phylloxéra de la fin du XIXe siècle. Abandon accéléré par les conséquences des deux guerres mondiales du XXe siècle qui - outre la décimation de la population mâle en 1914-18 - ont empêché la reprise économique et accéléré l'exode rural vers la ville proche (6 km). Deux voies ferrées ont desservi Conliège « en bas » (le Tramway ou Tacot) et « en haut » (le train) pendant un peu plus d'un demi-siècle, le « train » à voie standard ayant mieux résisté (dernière circulation 1953) que le Tram. Au début du XXIe siècle, la vigne retrouve progressivement une place notable sur les coteaux et la démographie se relève assez nettement. Plusieurs lotissements, dont certaines maisons ont pris soin de prendre un peu de cachet, se déploient à l’écart de la voie de circulation principale (la RD 678).
En 2014, le village ainsi que celui de Perrigny ont accueilli la 18e Percée du vin jaune. 43 000 personnes ont participé à cette manifestation ; Jean-François Stévenin en était le parrain.

### Héraldique
| Blason de Conliège | Blason  | D'azur à la croix de Lorraine fleuronnée d'argent mouvant d’un croissant du même; enlacée d'un cep de vigne d'argent, fruité de gueules, accosté de deux épis de blé d'argent, le tout mouvant du pied de la croix. |
| Blason de Conliège | Détails | Le statut officiel du blason reste à déterminer. |

## Politique et administration
| Période    | Période      | Identité             | Étiquette | Qualité                                                                                      |
| ---------- | ------------ | -------------------- | --------- | -------------------------------------------------------------------------------------------- |
| avant 1988 | ?            | Christian Winkelmann | RPR       | Conseiller général (1987-1994)                                                               |
| 1995       | janvier 2006 | Alain Brune          | PS        | Professeur de sciences et techniques économiques Député du Jura (1981-1993) mort en fonction |
| mars 2008  | mai 2020     | Roger Rey            | DVG       | Retraité                                                                                     |
| mai 2020   | En cours     | Jérôme Cordellier    |           |                                                                                              |

## Démographie
L'évolution du nombre d'habitants est connue à travers les recensements de la population effectués dans la commune depuis 1793. Pour les communes de moins de 10 000 habitants, une enquête de recensement portant sur toute la population est réalisée tous les cinq ans, les populations de référence des années intermédiaires étant quant à elles estimées par interpolation ou extrapolation. Pour la commune, le premier recensement exhaustif entrant dans le cadre du nouveau dispositif a été réalisé en 2008.

En 2022, la commune comptait 662 habitants, en évolution de −1,63 % par rapport à 2016 (Jura : −0,81 %, France hors Mayotte : +2,11 %).
| 1793  | 1800  | 1806  | 1821  | 1831  | 1836  | 1841  | 1846  | 1851  |
| ----- | ----- | ----- | ----- | ----- | ----- | ----- | ----- | ----- |
| 1 178 | 1 201 | 1 285 | 1 146 | 1 183 | 1 223 | 1 271 | 1 155 | 1 136 |

| 1856 | 1861  | 1866  | 1872  | 1876 | 1881  | 1886  | 1891 | 1896 |
| ---- | ----- | ----- | ----- | ---- | ----- | ----- | ---- | ---- |
| 982  | 1 029 | 1 026 | 1 025 | 995  | 1 412 | 1 010 | 920  | 879  |

| 1901 | 1906 | 1911 | 1921 | 1926 | 1931 | 1936 | 1946 | 1954 |
| ---- | ---- | ---- | ---- | ---- | ---- | ---- | ---- | ---- |
| 853  | 857  | 747  | 611  | 705  | 757  | 788  | 787  | 882  |

| 1962 | 1968 | 1975 | 1982 | 1990 | 1999 | 2006 | 2008 | 2013 |
| ---- | ---- | ---- | ---- | ---- | ---- | ---- | ---- | ---- |
| 899  | 938  | 847  | 779  | 752  | 731  | 715  | 711  | 687  |

| 2018 | 2022 | - | - | - | - | - | - | - |
| ---- | ---- | - | - | - | - | - | - | - |
| 663  | 662  | - | - | - | - | - | - | - |

## Économie
- Juratri
- Macvin du Jura
- Vignoble du Jura
- Comté

## Culture et patrimoine

### Lieux et monuments

#### Patrimoine religieux
- Nécropole tumulaire de Conliège (VIe-Ve s av. J.-C.), au lieu-dit "la Croix des Monceaux", inscrit au titre des monuments historiques depuis 1993[24].
- Église de l'Assomption de Conliège incluant l'église de l'Assomption (XIVe-XVIe-XVIIe-XVIIIe), Place de l'Église, inscrit au titre des monuments historiques depuis 2009[25].
- Ermitage de Conliège Saint-Étienne (XVIIe), à Coldre[26], inscrit au titre des monuments historiques depuis 1998[27].
- Oratoire Saint-Roch (XVIIe), au lieu-dit "à Vertancul", inscrit au titre des monuments historiques depuis 2009[28].
- Chapelle Notre-Dame-de-Lorette (XVIIe), Rue Haute, inscrite à l'IGPC depuis 1986[29].
- Oratoire du Saint-Esprit (XVIIIe), Rue Haute, inscrit à l'IGPC depuis 1986[30].
- Presbytère (XVIIIe), Rue Haute, inscrit à l'IGPC depuis 1986[31].
- Croix de chemin (XIXe), Rue Basse, inscrite à l'IGPC depuis 1986[32].
- Oratoire Sainte-Anne (XIXe), au lieu-dit "Sainte-Anne", inscrit à l'IGPC depuis 1986[33].

#### Patrimoine civil
- Maisons vigneronnes (XVe-XVIe-XVIIIe), dont la moitié se trouvent Rue Haute, inscrites à l'IGPC depuis 1986[34],[35],[36],[37],[38],[39],[40],[41],[42],[43],[44],[45],[46],[47],[48].
- Ancienne Maison de la Familiarité (XVIIIe), Place de l'Eglise, dont le portail est inscrit au titre des monuments historiques depuis 1970[49].
- Maison de la Familiarité (XVIIIe), Rue Haute, inscrite à l'IGPC depuis 1986[50].
- Fontaine (XIXe), Place de l'église, inscrite à l'IGPC depuis 1986[51].
- Moulin du Salot (XIXe-XXe), Rue Basse, inscrit à l'IGPC depuis 1995[52].
- Tunnel piétonnier sous-ferroviaire des Cent Marches (XIXe)[53].

#### Patrimoine naturel
- Reculée de Vertancul.
- Reculée de Revigny.
- Ruisseaux Vallière et Diane.

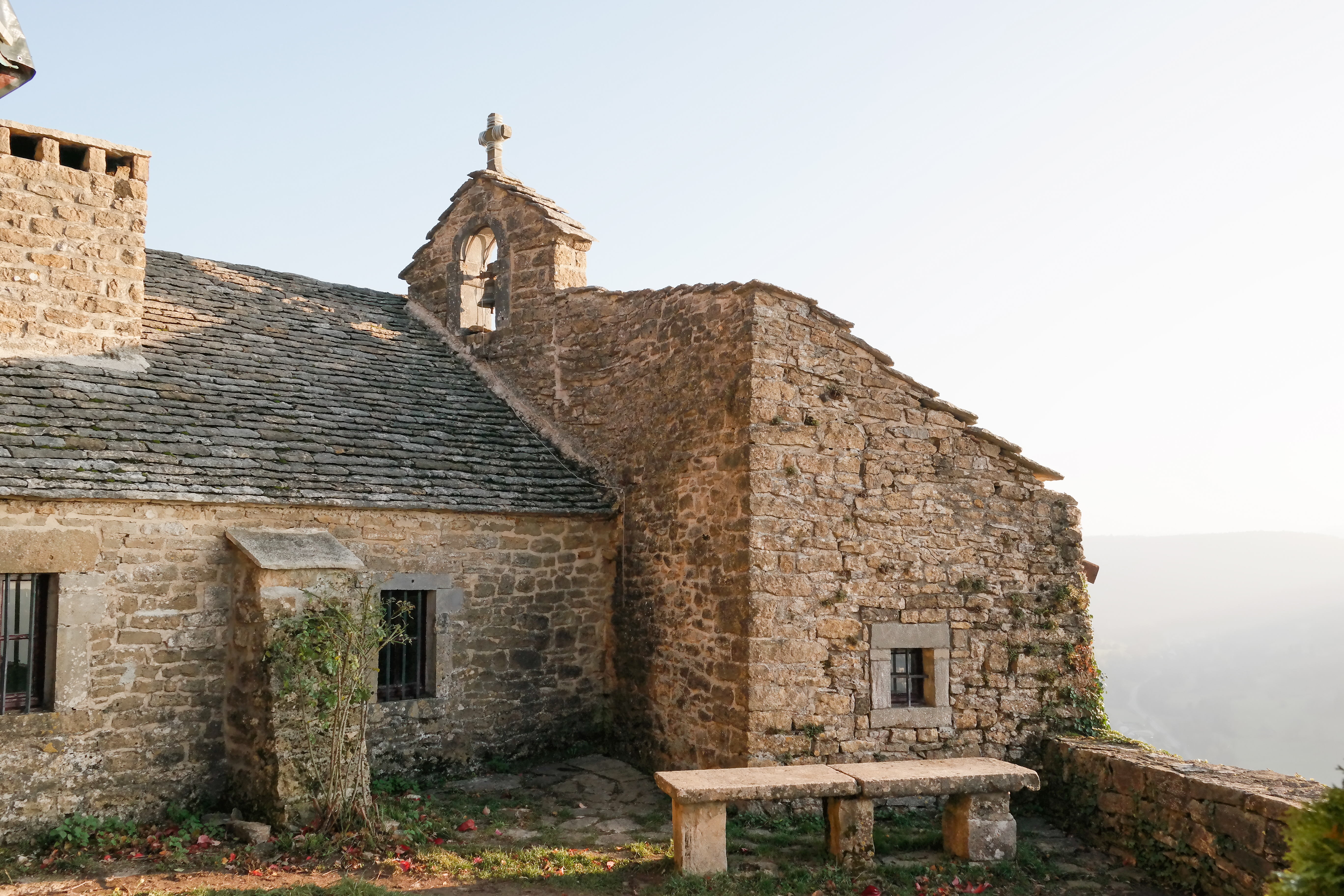
Ermitage de Conliège.
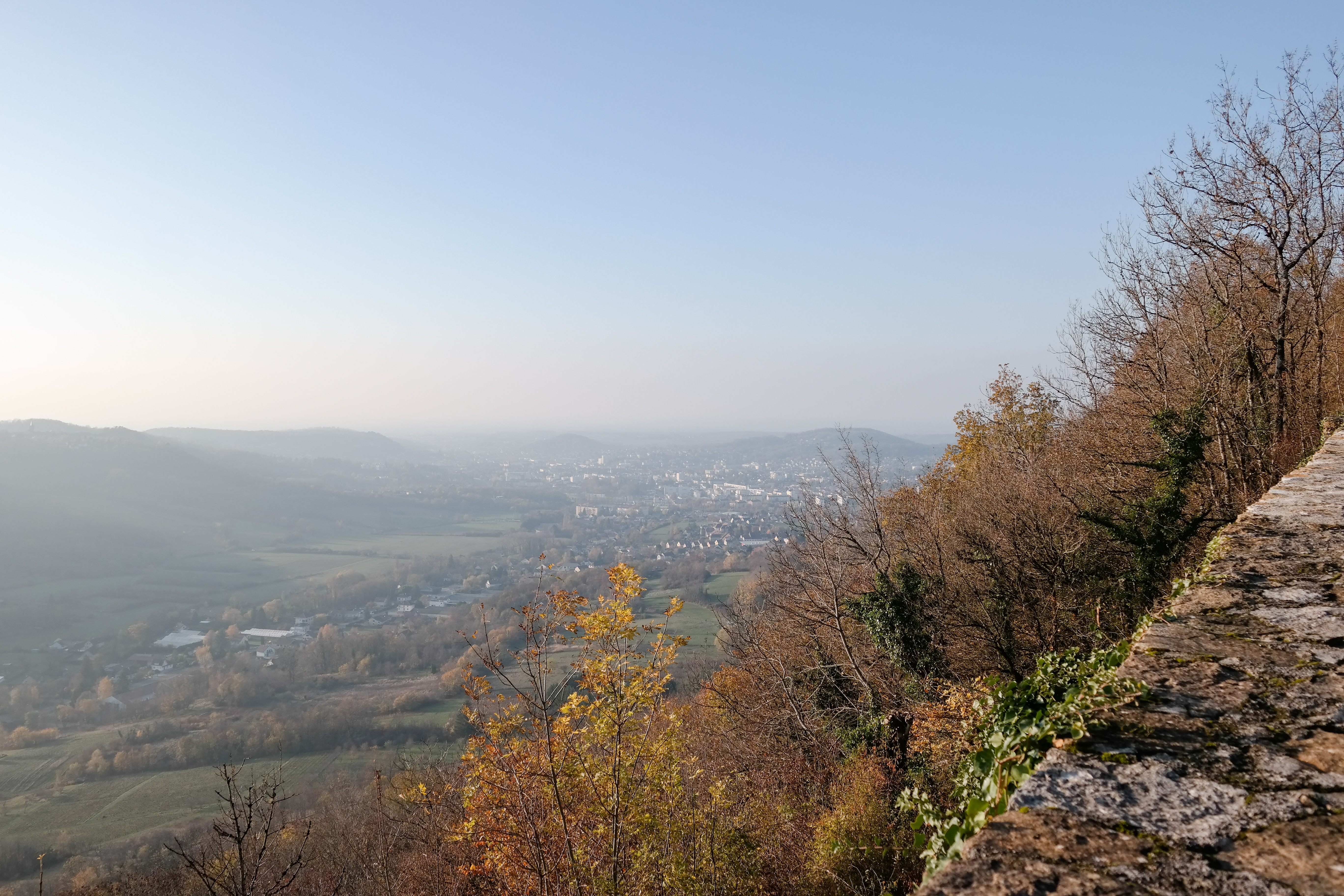
Vue depuis l'Ermitage de Conliège en direction de Lons-le-Saunier.

### Personnalités liées à la commune
- Mile (ou Emiland) Pariset (XVIe s), archiprêtre et chancelier de l'église de Mâcon.
- Louis Nachon (1898-1983), député sous la troisième République.